# Dădești, Iași

## Cadrul geografic
Dădești este un sat în comuna Ion Neculce din județul Iași, Moldova, România. Satul este situat între comuna Costești și orașul Târgu Frumos, pe partea dreaptă a șoselei Târgu-Frumos-Pașcani. Relieful zonei este caracterizat prin altitudini joase, de aproximativ 150-200 metri.

## Religie
Biserica satului are hramul Sfântului Dimitrie.

## Istoric
Satul Dădești este atestat din anul 1610, iar în anul 1659 se precizează despre existența unui uric (act de proprietate veșnică sau de donație acordat cuiva în trecut) de la Alexandru cel Bun.
1. ↑  Vasile Chirica, Marcel Tanasachi (1985). Repertoriul arheologic al Județului Iași.